# 马尔文 (阿拉巴马州)
马尔文（英文：Malvern），是美国阿拉巴马州下属的一座城市。面积约为14.02平方英里（约合36.31平方公里）。根据2010年美国人口普查，该市有人口1,448人，人口密度为103.27/平方英里（约合39.88/平方公里）。